# 티머시 스나이더
티머시 데이비드 스나이더(Timothy David Snyder, 1969년 8월 18일 ~ )는 중유럽과 동유럽의 역사와 홀로코스트를 전문으로 하는 미국의 작가이자 역사가이다. 그는 베스트셀러 《피에 젖은 땅》을 포함한 여러 권의 책을 썼다.
스나이더는 1969년 8월 18일 오하이오주 데이턴에서 교사, 회계사, 주부인 크리스틴 해들리 스나이더와 수의사인 에스텔 유진 스나이더의 아들로 태어났다. 스나이더의 부모는 1963년 오하이오에서 퀘이커 족의 의식에서 결혼했고, 그의 어머니는 퀘이커 족의 유적지로서 그녀의 가족의 농장을 보존하는데 적극적이었다. 스나이더는 센터빌 고등학교를 졸업했다. 그는 1995년 티모시 가튼 애쉬와 제지 제들리키가 감독하는 옥스퍼드 대학에서 브라운 대학에서 역사와 정치학 학사 학위를, 현대사 박사 학위를 받았다.
2010년 스나이더는 《피에 젖은 땅》을 출판했다. 히틀러와 스탈린 사이의 유럽. 《피에 젖은 땅》은 베스트셀러로 20개 국어로 번역되었다. 2016년 슬로베니아의 역사학자 루카 리스야크 가브리옐치와의 인터뷰에서 스나이더는 이 책이 1930년대와 1940년대 동유럽에서 자행된 정치적 범죄를 설명하는데 있어 한계를 극복하려는 시도라고 묘사했다.
《피에 젖은 땅》은 매우 비판적인 것에서부터 "황홀한 것"에 이르는 리뷰를 받았다. 이러한 리뷰를 평가하면서 자크 세멜랭은 역사가들이 사건의 연대기적 구성, 자의적인 지리적 구분, 희생자와 폭력에 대한 스나이더의 수, 그리고 다른 행위자들 사이의 상호작용에 대한 집중의 부족을 비판해 왔다고 지적했다. 오머 바르토프는 "이 책은 새로운 증거를 제시하지 않으며 새로운 주장을 하지 않는다"고 썼고, 리처드 J. 에반스는 매우 비판적인 리뷰에서 "스나이더의 책은 아무 소용이 없다"고 썼다. 존 코넬리는 "도덕적으로 정통한 최고 수준의 학문"이라고 불렀으며, 크리스토퍼 브라우닝은 "경악"이라고 묘사했다. 유럽 현대사 저널은 2012년에 마크 마조워, 댄 다이너, 토마스 퀴네, 요르크 바베로프스키의 리뷰와 스나이더의 소개와 반응을 담은 이 책에 대한 특별한 포럼을 출판했다.